# 帕德雷烏爾塔多

帕德雷烏爾塔多（西班牙語：Padre Hurtado），是智利的城市，位於該國中部聖地亞哥首都大區的塔拉甘特省，始建於1891年，面積80.8平方公里，海拔高度419米，2002年人口38,768人，人口密度每平方公里480人。
33°34′S 70°50′W / 33.567°S 70.833°W